# Incoronazione della Vergine (Donatello)
L'Incoronazione della Vergine è una vetrata del tamburo della cupola di Santa Maria del Fiore a Firenze, costruita su disegno di Donatello. Risale al 1434-1437 circa ed è tonda, con un diametro di 480 cm.

## Storia
Una volta avviato alla conclusione il cantiere della cupola (fu inaugurata nel 1436) , l'Opera del Duomo si dedicò alla decorazione degli oculi del tamburo con un ciclo di vetrate sulle storie della Vergine. La prima ad essere commissionata fu quella dell'oculo est, il meglio visibile dalla navata poiché dietro l'altare maggiore, per cui, come di consueto, si bandì un concorso al quale parteciparono Lorenzo Ghiberti, all'epoca impegnato in vari cantieri e già autore dei tre oculi in controfacciata, e Donatello, che stava da poco lavorando alla Cantoria del Duomo (e ad altre commissioni). I due presentarono due progetti su cartoni e venne scelto quello di Donatello. Venne pagato il 25 agosto 1434 e messo subito in opera dai mastri vetrai Domenico di Piero da Pisa e Angelo Lippi, che portarono a termine l'opera solo alla fine del 1437. Nel 1435 i lavori avevano infatti subito un'interruzione per la partenza di Domenico di Piero prima e del Lippi poi, che tornarono a Firenze solo nel 1436.
L'opera è l'unica testimonianza pittorica di Donatello pervenutaci.

## Descrizione e stile
Purtroppo la vetrata è in uno stato di conservazione pessimo, che ha distrutto gran parte dei dettagli applicati sopra il vetro colorato, per cui si può oggi giudicare solo la composizione d'insieme.
Il tema dell'Incoronazione di Maria era all'epoca molto diffuso ed era in relazione con le storie della Vergine, che era titolare della cattedrale fiorentina.
Le figure di Maria (a sinistra) e di Cristo (a destra), sono seduti con due troni e piegandosi l'una verso l'altra assecondano la forma circolare della vetrata. Essi sono rappresentati nel momento della posa della corona, che la Vergine accetta piegandosi umilmente e giungendo le mani. Donatello creò una composizione che si sviluppa in profondità per alcuni piani grazie al basamento del trono, con gli stessi accorgimenti prospettici che già utilizzava in scultura.
Attorno ad essi si dispone un cerchio di cherubini azzurri e serafini rossi, che creano una preziosa cornice alla scena.